# كريستين بايلي
كريستين بايلي (بالإنجليزية: Kristine Bayley)‏ مواليد 22 يونيو 1983 في أستراليا، هي متسابقة أسترالية في صنف سباق الدراجات على المضمار.
شقيقها رايان بايلي هو أيضًا راكب دراجات محترف.تم الإعلان عن خطوبتها مع شين بيركنز، وهو دراج دولي آخر، في ربيع عام 2008. وكانا متزوجين في نوفمبر 2009.

## الميداليات
| الميدالية | المسابقة                               |
| --------- | -------------------------------------- |
| برونزية   | بطولة العالم للدراجات على المضمار 2007 |

## روابط خارجية
- كريستين بايلي على موقع أرشيف الدراجات (الإنجليزية)